# Pommade

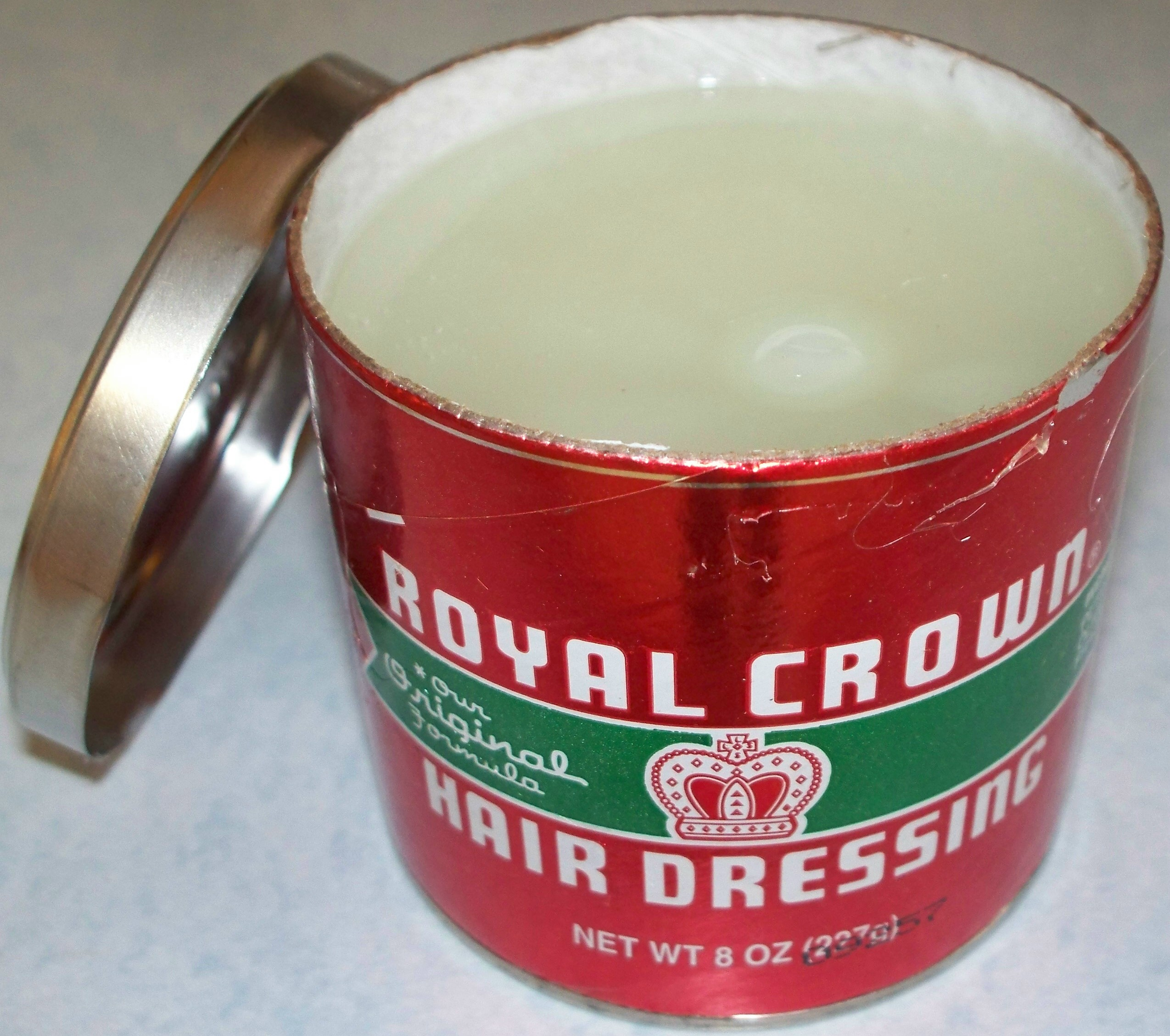
Royal Crown-pommade

Pommade of haarvet is een olie- en wasachtige substantie die gebruikt wordt om het haar in model te brengen.

## Geschiedenis
Het product wordt veelal geassocieerd met de steile haardracht van mannen in de eerste helft van de twintigste eeuw. In de jaren 1950 werd veel pommade gebruikt; veel jonge mannen waren toen greasers ofwel nozems. Ze hadden 'vetkuiven', waarbij zij pommade gebruikten om hun haar op zijn plaats te houden. Voorbeelden van dergelijke toen jonge mannen waren Elvis Presley en Johnny Cash. 
Rond 2010 verschenen weer meer van dergelijke producten op de markt, waarin minder lanoline of bijenwas zit. In het verleden was het verschil tussen haarwax (haarwas) en pommade met name dat pommade het haar een sluiker en glanzender aanzicht gaf, waar was die eigenschap niet had. Begin 21e eeuw is het verschil tussen haarwas en pommade echter minder omdat veel zware (oliebasis) pommades bijenwas bevatten.

## Naam
Het gebruik van het woord "pommade" in het Nederlands is afgeleid van het Franse woord "pommade", dat zalf betekent en oorspronkelijk een product was dat uit 80% olie en 20% water bestond. Het woord pommade was afgeleid van het Latijnse woord "pomum" (fruit, appel); het oorspronkelijke recept bevatte namelijk gemalen appels. In de negentiende eeuw was varkensvet een belangrijk onderdeel van pommade.
In de vroege twintigste eeuw werd dit ingrediënt ingeruild voor bijenwas en petrolatum.

## Toepassing
Pommade zorgt ervoor dat het haar steil wordt en eventueel gaat glanzen. In tegenstelling tot haarlak en gel droogt pommade niet op en het is vaak nodig het haar diverse keren te wassen om de pommade te verwijderen; dit geldt vrijwel alleen voor pommade op oliebasis. Pommade op oliebasis is het gemakkelijkst uit het haar te verwijderen met vetoplossende middelen: shampoo, afwasmiddel of conditioner. Conditioner wordt aangebracht terwijl het haar nog droog is. Na dertig minuten en goed doorkammen volgt het uitwassen. 
Deze methoden kunnen nog beter werken als er aan het begin van de dag waarop de pommade (uitgewassen gaat worden, men pommade op waterbasis (zoals Brylcreem, layrite superhold, Reuzel rood, Reuzel blauw, etc. Het hoofdingrediënt is dus water) aanbrengt en daarna het haar ermee in model brengt. Uiteindelijk wast men het haar dan uit met conditioner of afwasmiddel en afsluitend met shampoo.

## Basis
Haarvetten zijn verkrijgbaar zowel op oliebasis als op waterbasis. De haarvetten op oliebasis zijn vaak lastiger in en uit het haar te brengen, aangezien ze vrij stug kunnen zijn en niet met water mengen. Daardoor zijn haarvetten op oliebasis in het algemeen heel goed bestand tegen regen, wind en kou. Bij warm weer in de zomer kan het voorkomen dat pommade op oliebasis wat zachter wordt en wat minder stevig is, dit zal met waterbasis haarvetten niet gebeuren. Haarvetten op waterbasis kunnen namelijk goed tegen warmte én kou. In het algemeen kunnen waterbasis pommades ook prima tegen wind. Aangezien pommades op waterbasis wél goed met water te mengen zijn, is het steevast heel makkelijk om ze uit het haar te wassen. Hierdoor is haarvet op waterbasis minder geschikt voor nat en regenachtig weer, het wordt dan flink verzwakt en het zakt in. De grote vijanden van haarvet op oliebasis zijn hitte en eventueel afwasmiddel, shampoo en conditioner. De grote vijand van waterbasis haarvet is water. Op basis van deze zwaktes en sterke kanten kun je een weloverwogen besluit maken over welke soort je nodig hebt; oliebasis of waterbasis. Vaak speelt persoonlijke voorkeur ook een grote rol.
Het uitwassen van haarvet op waterbasis is veel eenvoudiger. Vaak voldoet een goede spoeling met warm water al. En met wat shampoo wast het er zeker uit.